# 長耳太陽魚
長耳太陽魚為輻鰭魚綱鱸形目鱸亞目太陽魚科的其中一種，分布於北美洲五大湖至墨西哥東北部淡水流域，體長可達24公分，棲息在植物生長茂密的池塘、小溪，屬肉食性，以昆蟲、小魚等為食，可作為觀賞魚。

## 擴展閱讀
維基物種上的相關：長耳太陽魚